# Террор под землёй
«Террор под землёй» (англ. Underground Terror) — американский художественный фильм 1991 года, боевик, снятый режиссёром Джеймсом Мак Кэлмонтом. Главные роли в этом фильме исполнили Док Дагерти, Ленни Лофтин и Рик Сайлер.

## Сюжет
Репутация известного нью-йоркского полицейского под угрозой — о нём написана статья в газете любопытствующим репортёром, в которой полицейский выглядит не в лучшем свете. Кроме того, участились случаи убийства в метро, причём прослеживается одна закономерность — убийства происходят где-то в другом месте, а трупы находят на платформах.
В результате детектив Джаррет и капитан Эмерсон, расследующие это дело, приходят к выводу, что работает банда убийц, прячущихся под землёй. Оказывается, что руководит бандой бывший пациент психбольницы — его выпустили как прошедшего лечение, но его болезнь не прошла, а превратилась в маниакальный синдром.
Полицейский, репутация которого подмочена решает дать бой убийцам — его желание оправдать свою репутацию доходит до фанатизма. В результате происходит столкновение между полицейскими силами и бандитами, которые оказываются к тому же и торговцами наркотиками.

## В ролях
- Док Доугерти — Джон Уиллис
- Рик Сайлер — Умзел
- Ленни Лофтин — Борис Пинчер
- Джеймс Дэвис — детектив Джаррет
- Чарльз Роби — капитан Эмерсон
- Б.Дж.Джордан — Ким Кноулес
- Аллен Льюис Рикмэн — пекарь
- Кен Итон — Франк / редактор газеты
- Кельвин Керага — худой человек
- Джо Бэчана — Лоуренс

## Другие названия
- Túneis de Nova Iorque
- Maanalainen
- Metro

## Интересные факты
- Иногда также указывают и другие даты выхода фильма — 1988 и 1991 годы.